# Clem and Cliff Filling Station
Pour les articles homonymes, voir Clem et Cliff.
La Clem and Cliff Filling Station est une ancienne station-service américaine à Ponca City, dans le comté de Kay, en Oklahoma. Construite en briques, elle est inscrite au Registre national des lieux historiques depuis le 21 avril 2022.